# Ivo van Breukelen
Ivo van Breukelen (Djedda, 10 juli 1989) is een Nederlands radio-dj werkzaam bij NPO 3FM.

## Carrière
Van Breukelen deed rond zijn zevende al dj's na van Radio 10 Gold. In 2002 kreeg hij een programma op zaterdag bij Omroep de Bilt. In 2003 ging hij aan de slag bij het toen nieuwe radiostation Roulette103 (het huidige Roulette FM). Hij kreeg zijn eigen programma op de zaterdagmiddag, getiteld De Roulerende 36. Na ongeveer een jaar veranderde deze titel in Breuklijn. Vanaf de zomer van 2004 was hij te horen in het programma Vluchtstrook op donderdagavond. Later ging Van Breukelen weer terug naar de zaterdag. De titel Roulette103 was ondertussen veranderd in Roulette FM.
In 2006 stapte Van Breukelen over naar Slam!FM, waar hij de programma's De Avondploeg en de SLAM!40 ging presenteren. Vanaf 6 januari 2014 presenteerde hij dit programma iedere maandag t/m donderdag van 21:00 tot 00:00 uur op Radio 538.
In september 2016 werd bekend na het vertrek van Barry Paf dat Van Breukelen de zondagmiddagversie van de Nederlandse Top 40 ging presenteren.
Op 1 augustus 2017 werd bekend dat Van Breukelen door het vertrek van Martijn Biemans naar Qmusic (Nederland), de Trending Tracks zal gaan presenteren. Daardoor kwam het programma De Avondploeg, dat hij samen met Daniël Lippens maakte, ten einde.
Vanaf 24 maart 2018 presenteerde Ivo een programma op werkdagen van 10:00 tot 12:00 uur.
Vanaf januari 2019 was Ivo van Breukelen elke maandag tot en met donderdag te horen tussen 13:00 en 16:00 uur. Ivo werd ook presentator van de nieuwe hitlijst 538 Top 50, te horen op vrijdag tussen 14:00 en 18:00 uur. Vanaf 24 augustus 2020 werd zijn tijdslot elke maandag tot en met donderdag tussen 14:00 en 16:00 uur. De 538 Top 50 bleef hij op hetzelfde tijdslot presenteren.
Vanaf 22 november 2021 presenteert hij Dance Departement op zaterdagavond tussen 21:00-23:00. Hij nam dit na 15 jaar over van Dennis Ruyer. Hij stopte hierdoor met de 538 Top 50 dat werd overgenomen door Mark Labrand. Hij bleef ook maandag tot en met donderdag te horen tussen 14:00-16:00.
In november 2022 maakt Van Breukelen de overstap van Radio 538 naar de publieke popzender NPO 3FM. Hier presenteert hij iedere werkdag een middagshow van 13:00 tot 16:00 voor de KRO-NCRV. Sinds januari 2025 is hij tussen 09:00-12:00 uur te horen.

## Privéleven
In 2010 was Van Breukelen samen met toenmalig collega Daniël Lippens en iemand anders betrokken bij een auto-ongeluk. Hij bleef ongedeerd.